# Politico (quotidiano)
Politico, in precedenza The Politico, è un quotidiano statunitense con sede a Arlington County, Virginia, che si occupa principalmente di politica.

## Storia
Al 2017 la sua struttura editoriale è formata da 500 redattori presente in tutto il mondo. Politico è una società specializzata nella produzione di contenuti editoriali che sono distribuiti attraverso la stampa cartacea, il sito Internet, varie emittenti radiotelevisive, e on demand. Politico ha una stretta collaborazione con CBS News,, l'emittente WJLA-TV della ABC, il canale via cavo NewsChannel 8, l'emittente radiotelevisiva WTOP-FM, e Yahoo! News.
È distribuito gratuitamente nelle città di Washington e a Manhattan (New York), con una tiratura cartacea di 32 000 copie. Al 2017 il sito americano stimava 26 milioni di utenti unici ogni mese, e 1,5 milioni di utenti unici per l'edizione europea (Politico Europe), pubblicata in lingua inglese. La periodicità è di cinque giorni settimanali durante i lavori del Congresso e settimanale negli altri casi. La sua edizione di Washington comprende l'informazione sulle questioni inerenti Congresso e Casa Bianca, i gruppi di pressione, la stampa nazionale ed estera.
Dall'8 maggio 2017 l'amministratore delegato è il finanziere Patrick Steel, succeduto all'imprenditore Robert Allbritton, fondatore e proprietario dell'omonima società di comunicazioni. La rivista The New Republic lo ha definito come "l'uomo che ha reinventato completamente il modo in cui noi seguiamo la politica".
Figlio del banchiere, editore, e filantropo Joe Allbritton (1924-2012), Robert è membro del comitato dei Garanti (trustee) della Lyndon Baines Johnson Library and Museum.
Nell'aprile  2017, Politico ha pubblicato un articolo oggetto di aspre polemiche, con l'intento di documentare l'esistenza di un legame di lunga data fra Donald Trump, il presidente russo Vladimir Putin e l'organizzazione ebraica ortodossa Chabad-Lubavitch, in merito al quale Jonathan Greenblatt a nome della Anti-Defamation League ha dichiarato che «rievoca vecchi miti riguardo al popolo ebraico».

### Politico Playbook
Il 25 giugno 2007, Mike Allen ha lanciato Playbook, una newsletter giornaliera via e-mail mattutina. Nel giro di pochi anni, la newsletter aveva raggiunto un vasto pubblico di lettori tra i membri della comunità di Washington D.C. Entro il 2016, oltre 100.000 persone – tra cui "addetti ai lavori, estranei, lobbisti e giornalisti, governatori, senatori, presidenti e aspiranti presidenti" – leggevano Playbook ogni giorno. Diversi commentatori attribuiscono ad Allen e Playbook il merito di aver fortemente influenzato la sostanza e il tono del resto del ciclo di notizie politiche nazionali.
Daniel Lippman è entrato a far parte di Politico nel giugno 2014, in gran parte per assistere Allen con Playbook. Dopo la partenza di Allen nel luglio 2016, Anna Palmer e Jake Sherman si unirono a Lippman per assumere compiti di scrittura di Playbook. Nel marzo 2017, Politico ha annunciato la creazione di una seconda edizione di metà giornata di Playbook, intitolata "Playbook Power Briefing", scritta dalle stesse persone che avevano scritto l'edizione mattutina.
Nel 2017, una sponsorizzazione settimanale di Playbook è costata tra $ 50.000 e $ 60.000.

### Politico Pro
Politico Pro è stato lanciato sul mercato nel 2010. Con circa 100 giornalisti a sua disposizione, Politico Pro fornisce una copertura approfondita di oltre una dozzina di aree tematiche principali. Il servizio non è gratuito ma addebita il lavoro ai suoi lettori in base alle aree tematiche, con costi ben superiori a $ 1.000 per argomento all'anno. Nonostante il paywall in atto, Politico Pro ha un tasso di rinnovo dell'abbonamento del 93% e fornisce un quarto delle entrate complessive di Politico. L'accesso al sito principale e al Playbook è rimasto gratuito.

### Politico Magazine
Nel novembre 2013, Politico ha lanciato Politico Magazine (ISSN 2381-1595), che è pubblicato online e bimestrale cartaceo. In contrasto con l'attenzione di Politico su scoop politici e le ultime notizie, Politico Magazine si concentra su "reportage ad alto impatto, in stile rivista", come il giornalismo di lunga durata.  Il primo direttore di Politico Magazine fu Susan Glasser, in precedenza alla rivista Foreign Policy.
Dopo che Glasser fu promossa a Politico, Garrett Graff prese il suo posto come direttore, seguito da Stephen Heuser. Nel dicembre 2016, Blake Hounshell è stato nominato nuovo caporedattore della rivista.
Insieme a un pubblico gratuito mirato di circa 30.000 lettori, Politico Magazine è disponibile tramite abbonamento per $ 200 all'anno. I contenuti di Politico Magazine sono accessibili anche online.

### Edizioni statali
Nel settembre 2013, Politico ha acquisito il sito di notizie online Capital New York, che gestiva anche aree separate che coprivano la Florida e il New Jersey.  Nell'aprile 2015, Politico ha deciso di rinominarli in Politico Florida, Politico New Jersey e Politico New York per espandere la sua copertura della politica statale. Nel settembre 2018, Politico ha annunciato che avrebbe lanciato Politico California Pro.

### Espansione globale
Nel settembre 2014 Politico ha costituito una joint venture con l'editore tedesco Axel Springer SE per lanciare la sua edizione europea, con sede a Bruxelles: Politico Europe. Nel dicembre 2014, la joint venture ha acquisito Development Institute International, uno dei principali fornitori francesi di contenuti per eventi, e European Voice, un giornale politico europeo, da rilanciare con il marchio Politico. Stephen Brown è stato nominato caporedattore nel settembre 2019. Politico Europe ha debuttato in stampa il 23 aprile 2015.

## Cessione al gruppo Axel Springer
Alla fine di ottobre 2021, l'azienda tedesca Axel Springer (editore tra gli altri del Bild, il quotidiano più letto di Germania) ha acquisito Politico per più di un miliardo di dollari.
Il Chief Executive di Axel Springer, Mathias Döpfner, ha dichiarato che lo staff di Politico dovrà seguire i principi dell'editore, inclusi il supporto ad un'Europa unita, al diritto di esistere di Israele, all'alleanza transatlantica tra Stati Uniti ed Europa e all'economia di mercato.